# Mercury Rising
Mercury Rising (no Brasil, Código Para o Inferno; em Portugal, Nome de Código: Mercúrio) é um filme estado-unidense de 1998, dirigido por Harold Becker e com Bruce Willis e Miko Hugles como protagonistas.

## Resumo
Quando uma operação de risco não tem o resultado pretendido Arthur Jeffries (Bruce Willis), um agente do FBI, torna-se no bode expiatório e é deixado para segundo plano, sendo chamado apenas para operações de rotina. Entretanto, a sua vida muda quando Simon Lynch (Miko Hughes), um menino autista de nove anos, consegue sem dificuldade desvendar um elaborado código do governo norte-americano que tinha custado dois bilhões de dólares.
Dessa maneira, o responsável pelo projeto, Nick Kudrow (Alec Baldwin), manda matar o garoto, mas o agente encarregado da missão mata os pais dele (e simula que o marido matou a mulher e se suicidou), porém, o guri não é encontrado no local dos acontecimentos.
Jeffries descobre Simon num local de difícil acesso e não aceita a versão do suicídio. Ele não sabe quem matou os pais do menino e nem o motivo, e decide protegê-lo, pois não sabe em quem confiar. Perseguido por terríveis homicidas, e com o tempo se esgotando, ele percebe que a única esperança de eles sobreviverem é utilizar as habilidades de Simon para levar seus inimigos até a Justiça.

## Elenco
- Estúdio: Mastersound (SP)
- Mídia: Televisão / VHS / TV Paga

| Personagem            | Dublagem       | Dublagem           |
| --------------------- | -------------- | ------------------ |
| Arthur "Art" Jeffries | Bruce Willis   | Newton da Matta    |
| Simon Lynch           | Miko Hughes    | Fábio Lucindo      |
| Nick Kudrow           | Alec Baldwin   | Luiz Antônio Lobue |
| Dana Jordan           | Lisa Summerour | Márcia Gomes       |